# Ezüst-tiocianát
Az ezüst-tiocianát a tiociánsav ezüst sója, képlete AgSCN.

## Szerkezete
Az AgSCN monoklin, elemi celláját 8 molekula alkotja. Az SCN− ion szerkezete szinte teljesen lineáris, a kötésszög 179,6(5)°. A gyenge Ag···Ag kölcsönhatás távolsága 324,9(2) pm és 333,8(2) pm közötti.

## Előállítása
Ezüst-nitrát és kálium-tiocianát reakciójával állítják elő.

## Fordítás
- Ez a szócikk részben vagy egészben  a   Silver thiocyanate című angol Wikipédia-szócikk ezen változatának fordításán alapul.  Az eredeti cikk szerkesztőit annak laptörténete sorolja fel. Ez a jelzés csupán a megfogalmazás eredetét és a szerzői jogokat jelzi, nem szolgál a cikkben szereplő információk forrásmegjelöléseként.